# Gent-Sint-Pieters
Gent-Sint-Pieters (fr. Gand-Saint-Pierre) – największa stacja kolejowa w Gandawie i jedna z największych w Belgii. Połączenia krajowe ze wszystkimi większymi miastami Belgii, połączenia międzynarodowe z Paryżem i Lille (Francja).
Budynek dworcowy został wybudowany w 1913 r., by przyjąć rzeszę turystów odwiedzających miasto z okazji wystawy światowej EXPO. Charakterystyczną cechą budynku dworcowego jest wysoka wieża zegarowa, która została niedawno rozebrana i wybudowana z tych samych cegieł od nowa. Obecnie dworzec znajduje się w przebudowie, po której ma uzyskać nowoczesny kształt i większą funkcjonalność.
Obecne stacja posiada 12 torów (w tym 11 jest obecnie używanych) i codziennie obsługuje około 40 tys. osób.

## Połączenia
Od stacji Gent-Sint-Pieters odchodzą linie: 50 do Bruxelles-Nord, 50A do Bruxelles Midi i Brugii i Ostendy, oraz 75 do Rijsel. Również odchodzą linie 58 do Eeklo i 59 do Antwerpii.